# Tellina tampaensis
Tellina tampaensis är en musselart som beskrevs av Conrad 1866. Tellina tampaensis ingår i släktet Tellina och familjen Tellinidae. Inga underarter finns listade i Catalogue of Life.